# Zsuzsa Bánková
Zsuzsa Bánková (* 24. října 1965 Frankfurt nad Mohanem) je německá spisovatelka maďarského původu. Její rodiče emigrovali do Německa po Maďarském povstání v roce 1956.
Studovala na Univerzitě Johannese Gutenberga v Mohuči a ve Washingtonu.

### Dosud nepřeložené knihy
- 2012 – Schwarzwaldsepp: Auch eine Weihnachtsgeschichte

- 2007 – Heißester Sommer: Erzählungen (povídky, 160 S.)

### České překlady
- Der Schwimmer, 2002; česky Plavec, překlad: Marta Felkelová, Brno : Větrné mlýny, 2005, ISBN 80-86907-11-2
- Die hellen Tage, 2011; česky Světlé dny, překlad: František Ryčl, Brno : Host, 2013, ISBN 978-80-7294-687-7